# Okręg Kosowska Mitrowica
Okręg Kosowska Mitrowica (serb. Kosovskomitrovički okrug / Косовскомитровички округ, alb. Distrikti i Mitrovicës) – okręg w południowej Serbii, w regionie autonomicznym Kosowo, istniejący w latach 1990 – 1999.
Okręg dzielił się na 6 gmin:
- Zubin Potok;
- Leposavić;
- Zvečan;
- Kosowska Mitrowica (alb. Mitrovica);
- Srbica (alb. Skenderaj);
- Vučitrn (alb. Vushtrri).